# Topomeigenia grisea
Topomeigenia grisea är en tvåvingeart som först beskrevs av Townsend 1927.  Topomeigenia grisea ingår i släktet Topomeigenia och familjen parasitflugor. Inga underarter finns listade i Catalogue of Life.